# Malacothamnus davidsonii
Malacothamnus davidsonii är en malvaväxtart som först beskrevs av B.L. Robins., och fick sitt nu gällande namn av Edward Lee Greene. Malacothamnus davidsonii ingår i släktet Malacothamnus och familjen malvaväxter. Inga underarter finns listade i Catalogue of Life.